# Taepodong-2

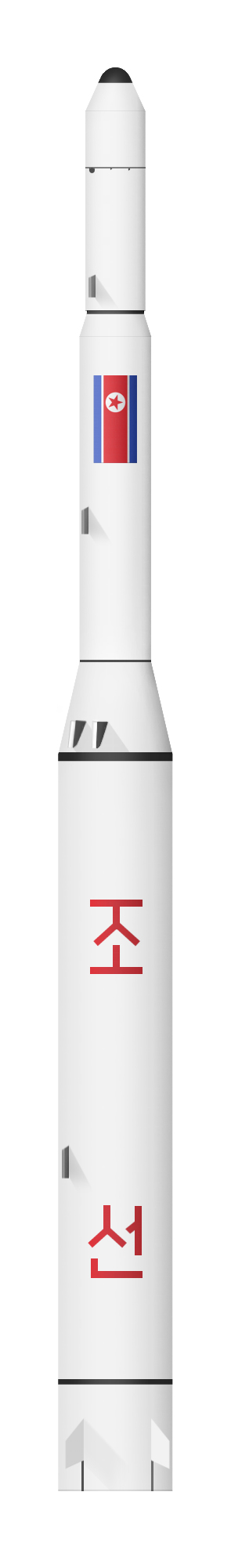
Unha-2 Rakete

Taepodong-2 (koreanisch 대포동 2호, benannt nach der früheren Bezeichnung der Raketenbasis Musudan-ri) ist der Code-Name einer nordkoreanischen Interkontinentalrakete, die auf der Technologie der ebenfalls nordkoreanischen Taepodong-1 basiert. Vereinzelt wird sie auch als No-dong-3, Hwasong (Mars)-2 oder Moksong (Jupiter)-2 bezeichnet.
In der Version als Satellitenträgerrakete wird sie von Nordkorea als Unha-2 (은하 2호, unha koreanisch für „Galaxie“) bezeichnet, eine modifizierte Version existiert als Unha-3.
Eine Reihe verschiedener Konfigurationen ist von Analytikern im Laufe der Jahre vorgeschlagen worden, jedoch scheinen die durch Satellitenaufklärung im Vorfeld des ersten Starts gewonnenen Daten zu bestätigen, dass die Konfiguration TD-2C weitgehend dem tatsächlichen Flugkörper entspricht.

## Technische Daten
Spekulation, basierend auf der Konfiguration TD-2C
- Reichweite: 4.700–6.000 km mit 700 bis 1000 kg Nutzlast[1]
- Startmasse: 79,2 t
- Durchmesser: 2,20 m
- Länge: 35,80 m

## Beschreibung der Unha-2 und -3
Die Unha-2 und -3 besitzen jeweils 3 Stufen. Die ersten Stufen haben jeweils vier Triebwerke. Die Triebwerke verbrennen bei der Unha-2 den Treibstoff UDMH mit dem Oxidator AK-27 (Salpetersäure) und bei der Unha-3 denselben Treibstoff mit dem Oxidator Stickstofftetroxid. Sie sind ansonsten bei beiden Raketen identisch und haben bei 16,70 Metern Länge 2,40 Meter Durchmesser. Die zweiten Stufen haben jeweils zwei Triebwerke, die den gleichen Treibstoff wie die jeweiligen Erststufen verbrennen, und sind sehr ähnlich, mit 8,00 Metern Länge bei der Unha-2 und 8,10 Meter Länge bei der Unha-3. Der Durchmesser beider Stufen beträgt 1,50 Meter. Die Treibstoffmenge und das Gewicht sollen jedoch bei der Unha-3 deutlich geringer sein. Die Unha-2 verwendet in der dritten Stufe ein Feststoffraketentriebwerk, während die Unha-3 eine mit Flüssigtreibstoff betriebene Stufe mit zwei Triebwerken verwendet. Die dritte Stufe der Unha-3 verwendet die Treibstoffkombination UDMH und Stickstofftetroxid wie die ersten beiden Stufen. Die dritte Stufe der Unha-3 ist mit 3,80 Metern länger, schwerer und leistungsfähiger als die dritte Stufe der Unha-2, die nur 3,00 Meter lang ist. Der Durchmesser ist mit 1,25 Metern bei beiden gleich.

## Verwendung

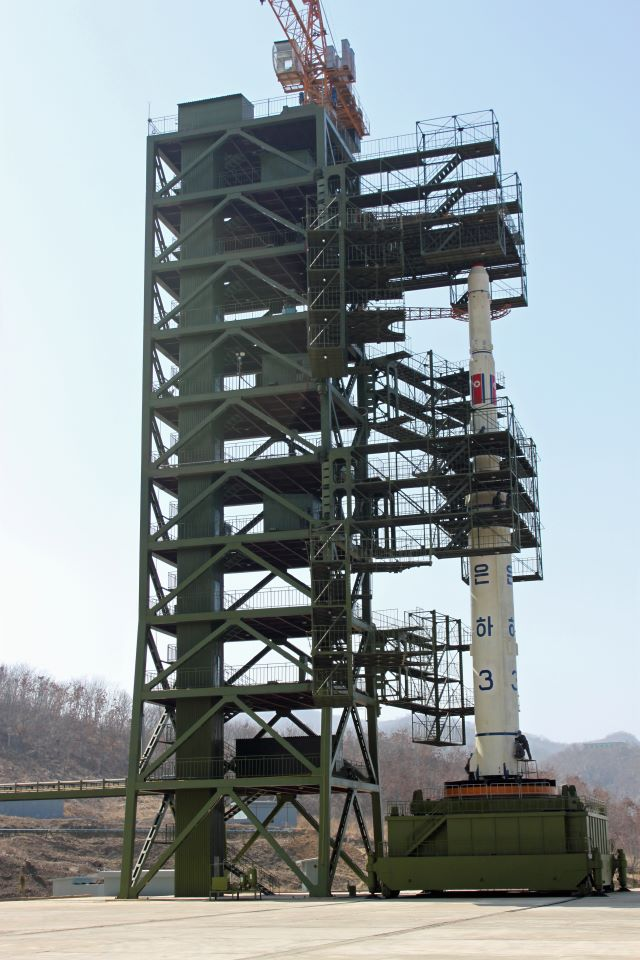
Eine Unha-3 auf dem Startplatz Sohae im April 2012

Nach US-amerikanischen und japanischen Regierungsinformationen hat Nordkorea am frühen Morgen des 5. Juli 2006 den ersten Testabschuss einer Taepodong-2 durchgeführt. Laut der amerikanischen Regierung sei dieser Flug jedoch fehlgeschlagen und die Rakete nach etwa 40 Sekunden in das Japanische Meer zwischen dem asiatischen Festland und Japan gestürzt. Es ist bislang unklar, ob dieser Flug ein Test in der Konfiguration als Interkontinentalrakete war oder ob ein Satellit in den Erdorbit gebracht werden sollte.
Nach nordkoreanischen Angaben wurde am 5. April 2009 mit einer Unha-2 erfolgreich der Satellit Kwangmyŏngsŏng (광명성 2호 koreanisch „Heller Stern“) ins All transportiert, der Messdaten und Revolutionslieder auf einer Frequenz von 470 MHz zur Erde sendet. Die USA und Südkorea dementieren dies und behaupten, die Rakete sei in den Pazifik gestürzt. Der Start fand entgegen den Bestimmungen der Resolution 1718 des UN-Sicherheitsrates statt, welche Nordkorea die Verwendung von ballistischen Langstreckenraketen untersagt. Man nimmt an, dass ein Test militärischer Technik verschleiert werden sollte.
 Ein Startversuch einer Unha-3 fand am 12. April 2012 vom neuen Startplatz Sohae statt. Die Startvorbereitungen erfolgten mit für Nordkorea unüblicher Offenheit, sogar ausländischen Journalisten wurde der Zutritt zum Startgelände gewährt. Der Start erfolgte in südlicher Richtung, um den Wettersatelliten Kwangmyŏngsŏng in eine Umlaufbahn mit hoher Inklination zu bringen (Kreisförmig in 500 km Höhe mit 97° Inklination zum Äquator). Etwa zwei Minuten nach dem Start zerbrach oder explodierte die Rakete in etwa 70 km Höhe. Die Trümmer erreichten eine Gipfelhöhe von ca. 151 km und fielen ins Meer zwischen der Volksrepublik China und Südkorea. Nordkoreanische Funktionäre bestätigten den Fehlstart und wiesen dabei erneut darauf hin, dass die Mission einen rein wissenschaftlichen Zweck verfolgt habe. International rief der Start jedoch starke Kritik hervor, u. a. verurteilte einstimmig der Sicherheitsrat der Vereinten Nationen den Raketenstart als „ernsthaften Verstoß“ gegen UNO-Resolutionen.
Der zweite Start der Unha-3 am 12. Dezember 2012 war dagegen erfolgreich. Nachdem kurz zuvor noch das Startfenster wegen angeblicher technischer Probleme verlängert worden war, startete eine Unha-3 und brachte einen Satelliten in die Erdumlaufbahn, was international stark kritisiert wurde. Der wieder Kwangmyŏngsŏng 3-2 genannte Satellit wurde nach fast neuneinhalb Minuten im Weltraum ausgesetzt. Seine Umlaufbahn ist 499,7 × 584,18 km hoch und hat eine Inklination von 97,4° gegenüber dem Äquator.
Südkoreanische Experten werteten im Dezember 2012 geborgene Trümmerteile der erfolgreich gestarteten Unha-3 aus und kamen mithilfe von Computersimulationen zur Ansicht, die Rakete könne mit einer Nutzlast von etwa 600 Kilogramm bis zu 10.000 Kilometer zurücklegen. Damit lägen erstmals auch die USA in der Reichweite nordkoreanischer Waffensysteme.
Nach neuen Untersuchungen dürfte die Unha-3 jedoch speziell für die Verwendung als Trägerrakete optimiert worden sein, da die Nutzlast bei nur etwa 100 Kilogramm lag und die zweite Stufe über einen vergleichsweise schwachen Antrieb verfügte, der für einen Satellitentransport sinnvoll ist aber nicht für den Transport eines Sprengkopfes.
Ein weiterer Satellitenstart erfolgte am 7. Februar 2016. Offiziell trug diese Rakete die Bezeichnung Kwangmyŏngsŏng und der Satellit Kwangmyŏngsŏng-4.

## Kosten
Laut Pressemeldungen, welche auf südkoreanischen Schätzungen beruhen, betrugen die Kosten für die zwei Raketenabschüsse im Jahre 2012 etwa 1,3 Milliarden US-Dollar. Diese Kosten setzen sich wie folgt zusammen: 600 Millionen US-Dollar sollen allein die Startkosten betragen, hinzu kommen 400 Millionen US-Dollar für den Startkomplex (Abschussrampen, Infrastruktur etc.) und 300 Millionen US-Dollar für die zusätzliche, notwendige Ausrüstung.

## Starts der Unha-3
Stand der Liste: 31. Dezember 2020
| Lauf. Nr. | Datum (UTC)             | COSPAR-Bezeichnung | Startplatz | Nutzlast           | Art der Nutzlast        | Nutzlast in kg 1 | Orbit | Anmerkungen |
| --------- | ----------------------- | ------------------ | ---------- | ------------------ | ----------------------- | ---------------- | ----- | ----------- |
| 1         | 12. April 2012 22:39    | –                  | Sohae      | Kwangmyŏngsŏng-3   | Erdbeobachtungssatellit | ca. 100 kg       | SSO   | Fehlschlag  |
| 2         | 12. Dezember 2012 00:49 | 2012-072A          | Sohae      | Kwangmyŏngsŏng 3-2 | Erdbeobachtungssatellit | ca. 100 kg       | SSO   | Erfolg      |
| 3         | 7. Februar 2016 00:29   | 2016-009A          | Sohae      | Kwangmyŏngsŏng-4   | Erdbeobachtungssatellit | ca. 100 kg       | SSO   | Erfolg      |

1 Soweit bekannt reines Satellitengewicht.